# Robert Proch

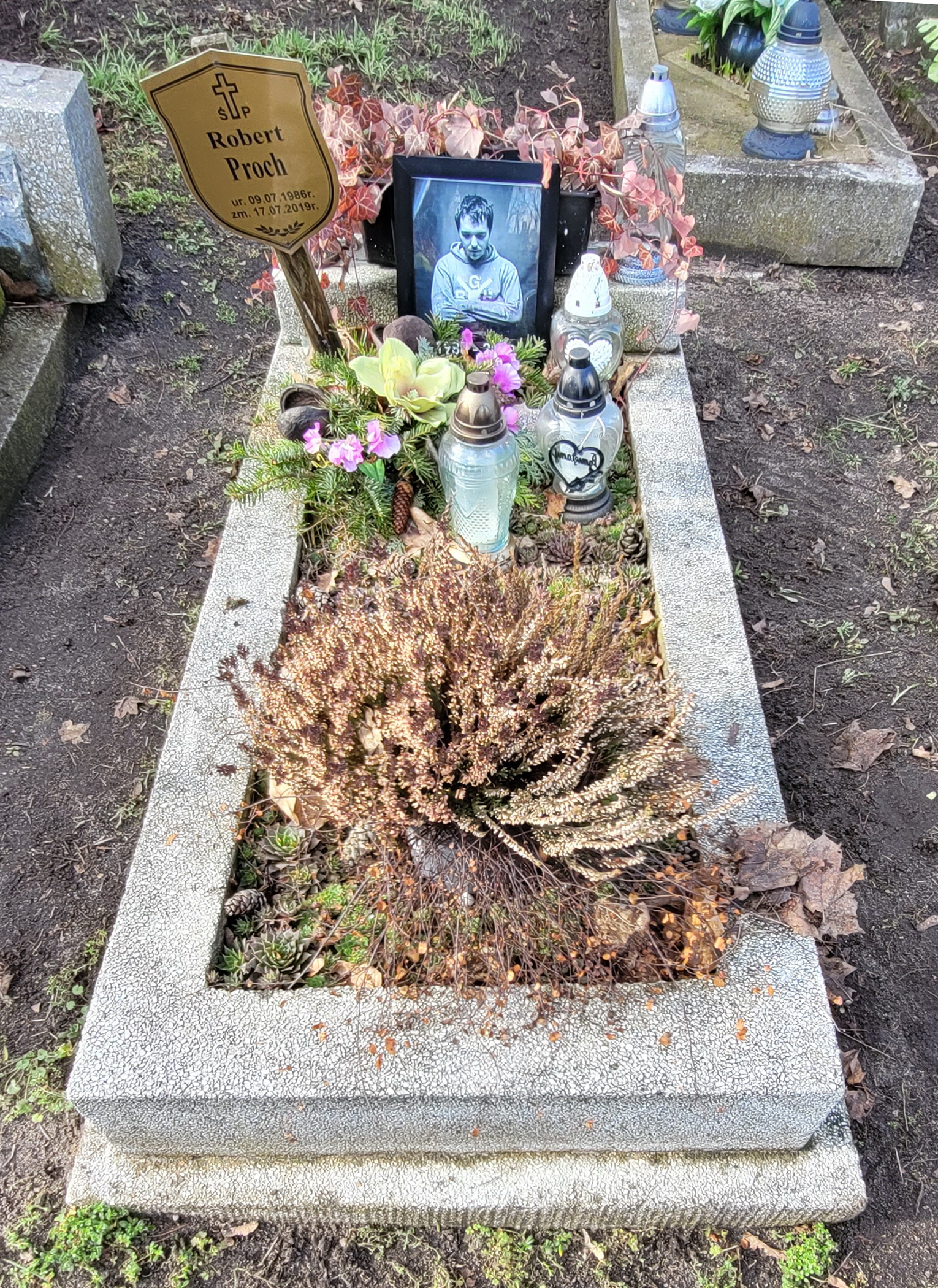
Miejsce pochówku Roberta Procha na Cmentarzu Starofarnym w Bydgoszczy

Robert Proch pseudonim Tone (ur. 9 lipca 1986 w Bydgoszczy, zm. 17 lipca 2019) – polski malarz, twórca filmów animowanych, autor graffiti i murali.

## Życiorys
Był absolwentem Liceum Plastycznego im. Leona Wyczółkowskiego w Bydgoszczy z 2005, zaś w 2010 ukończył studia na Wydziale Komunikacji Multimedialnej Akademii Sztuk Pięknych w Poznaniu (specjalność animacja). Jako twórca i reżyser filmów animowanych w dorobku miał trzy filmy krótkometrażowe; swoje dwie etiudy szkolne: Fugu z 2008 i Wirus z 2009 oraz film pt. Galeria z 2010, który otrzymał II nagrodę na Festiwalu Filmów Animowanych „Animocje” w Bydgoszczy (2012) oraz nagrodę dla najlepszego filmu animowanego na Międzynarodowym Festiwalu Filmów Krótkometrażowych Curta Cinema w Rio de Janeiro (2011). Był także autorem teledysków. Zajmował się malarstwem sztalugowym, graffiti, a także malarstwem wielkoformatowym. Należał do najbardziej uznanych twórców murali artystycznych młodego pokolenia w Polsce. Swoje prace prezentował na kilku wystawach zagranicznych, w tym między innymi w Rzymie, Paryżu, Los Angeles czy Miami czy na wystawie indywidualnej w londyńskiej galerii Steve’a Lazaridesa w 2014.
Był autorem takich prac wielkoformatowych jak wykonane wspólnie z Cekas, Proembrion, Chazme i Sepe dwa bliźniacze murale przy ul. Morcinka 2 i Morcinka 4 w Łodzi w 2014, czy wykonany w Finlandii w 2018 roku mural w ramach Upea Art Festival. Był także autorem muralu we francuskim Grenoble wykonanego w ramach Street Art Festival.
Miał żonę i dwóch synów; Miłosza i Jerzego. 
Zmarł 17 lipca 2019 i został pochowany na Cmentarzu Starofarnym w Bydgoszczy.
2 października 2020 r. powstała Fundacja im. Roberta Procha.

## Upamiętnienie
Rada Miasta Bydgoszczy 25 czerwca 2025 uchwaliła, iż rondu u zbiegu ulic: Józefa Twardzickiego, Wojciecha Korfantego i Ludwika Rydygiera w Bydgoszczy nadaje nazwę Roberta Procha
.